# Monument în memoria consătenilor căzuți în 1941-1945 (Hrușova)
Monumentul în memoria consătenilor căzuți în 1941-1945 este un monument amplasat în Hrușova, raionul Criuleni, Republica Moldova. Este un monument istoric și de artă de importanță națională inclus în Registrul monumentelor Republicii Moldova ocrotite de stat cu nr. 313 (raionul Criuleni).